# DAZN 그룹
DAZN 그룹(DAZN Group)은 영국을 거점으로 디지털 플랫폼 사업을 전개하고 있는 거대 스포츠 미디어 기업이다.

## 역사
퍼폼 그룹 (Perform Group) 은 2007년 9월에 인터넷 프로바이더와 스포츠 부분으로 모바일 솔루션을 사업을 전개하고 있는 '프리미엄 TV'와 스포츠 디지털 부분의 저작권을 다루는 '인폼 그룹'의 합병으로 만들어졌다. 2008년 1월에 집행위원인 사이먼 데니어 (Simon Denyer)와 전 공동 CEO인 올리버 슬리퍼 (Oliver Slipper)의 주도에 의해 'PERFORM'이라는 브랜드가 탄생했다.
2011년 2월에는 축구분야 세계 1위 사이트인 'Goal.com'을 인수하였다. 2011년과 2013년에는 스포츠 데이터를 다루는 기업 'RunningBall'과 'Opta'를 인수하였다.
2013년에는 미국에서의 그룹 전체의 스포츠 미디어 점유율이 65퍼센트에 달하고 있다.(즉, 미국발 스포츠 미디어 점유율이 35퍼센트에 그치고 있다는 것).
2014년에는 워너 뮤직 그룹등을 산하에 두고 있는 투자기업 액세스 인더스트리즈 (Access Industries) 가 주요 주주가 되었다. 그 해 11월에는 액세스 인더스트리즈의 지주비율이 42.5퍼센트에서 77퍼센트로 상승하여, 영국 런던 증권 거래소에서 상장폐지가 되었다.

## 업무
퍼폼 그룹은 수십개의 디지털 미디어 기업을 총괄하는 지주 회사이다. 계열사별로 컨텐츠의 유통, 가입, 광고, 스폰서쉽, 기술, 프로덕션 부분 등이 나뉘어 있던 비지니스 유닛을 아래의 4개 부문으로 통폐합해 운영 중이다.
퍼폼 미디어(Goal.com, Sporting News 등), 퍼폼 콘텐츠(Omnisports, Opta, RunningBall 등), 퍼폼 게이밍, 퍼폼OTT(브랜드명 DAZN)
2014년 12월에는 여자 테니스 협회 (WTA)와 10년간 약 총 5억 달러에 해당하는 미디어 에이전트 계약을 체결하였다. 이 계약은 WTA 및 여자 스포츠계에서 사상 최대의 중계권 계약이다. 

또한, 여자 테니스 미디어의 홍보 효과를 높이기 위한 목적으로 WTA와 협력해 WTA미디어를 설립하였다.

## DAZN
2016년 여름에는 인터넷 동영상 스트리밍 서비스 (OTT=Over The Top) 'DAZN (다존)'을 독일, 스위스, 오스트리아에서 런칭하였다. 8월 23일부터는 일본에서도 서비스를 시작하였다. 

유럽에서는 월 9.99유로, 일본에서는 1,750엔 (세금 미포함)으로 서비스를 이용할 수 있다.일본에서의 컨텐츠로서 2016년 6월 29일에 일본 배구 협회와 V 프리미어리그 전시합, V 챌린지리그의 일부 시합의 동영상 스트리밍 서비스를 제공할 수 있는 5년간의 파트너 계약에 합의하였다. 7월 20일에는 일본 프로 축구 J리그와 유로 중계권 계약으로 10년간 약 2조원, 총 2,100억엔이 넘는 대형 계약을 체결하였다.